# Kiliks (posoda)
V lončarstvu antične Grčije je kiliks (starogrško κύλιξ, cylix) najpogostejša vrsta pivske posode za vino. Ima široko, razmeroma plitvo telo, postavljeno na steblu z nogo, in navadno dva simetrična vodoravna ročaja. Glavna  podobna vinska čaša je bil kantar z ožjo in globljo posodo in visokimi navpičnimi ročaji.
Skoraj ravna krožna notranjost dna posode, ki se imenuje tondo, je bila površina za poslikavo črne ali rdeče figure z motivi iz 6. in 5. stoletja pred našim štetjem, prav tako pogosto pa so bile poslikane tudi na zunanjosti. Ko so bile slike prekrite z vinom, so se prizori kazali postopoma, kakor je bilo vino popito. Pogosto so bile podobe oblikovane v skladu s tem in prizori ustvarjeni tako, da je bil pivec presenečen ali vzburjen, ko so bili razkriti.
Beseda izvira iz grške besede kyliks – 'čaša', ki je sorodna latinski besedi calix, izvor za angleško besedo kelih, ni pa povezana s podobno grško besedo calyx, ki pomeni 'lupina' ali 'strok'. Izraz so na splošno precej bolj uporabljali v antični Grčiji. Za posamezne primere in mnoga poimenovanja podvrste kiliksov so pogosto uporabljali samo besedo 'skodelica'. Tako kot vse druge vrste grških lončarskih posod so tudi ti zajeti v splošnem pojmu vaza.

## Namen
Prvotno so kiliks uporabljali za pitje vina (navadno pomešanega z vodo in včasih tudi drugimi aromami) na simpoziju ali moških pivskih srečanjih v starem grškem svetu, tako da so pogosto okrašeni s humornimi, lahkotnimi ali erotičnimi prizori, ki so postali vidni, ko je bila čaša izpraznjena. Dioniz, bog vina in njegovi satiri ali sorodni komastični prizori so bile skupne teme. Na zunanji površini so včasih upodobljene velike oči, verjetno tudi s humornimi nameni. Oblika kiliksa je omogočila pivcu piti, ko je ležal, kot se je dogajalo na simpozijih.  Prav tako so lahko igrali igro kotab z metanjem vinskih usedlin v tarčo.
Značilna posoda je vsebovala približno 8/250 ml tekočine, kar je bilo močno odvisno od velikosti in oblike. 

## Podvrste
Poznali so veliko podvrst kiliksov, različno opredeljenih po svoji osnovni obliki, kraju ali temi poslikave ter njihovem glavnem kraju izdelave,  pogosto so kombinacija vsega. Nekaj jih je združenih pod pojmom mala mojstrska čaša. Podvrste so:
- Čaša s trakom z glavno poslikavo v pasu nizko na trupu
- Droopova čaša
- Čaša z očmi
- Kasselska čaša
- Komasta, atenska črna figura s kratkim deblom[3]
- Lakonijska čaša
- Čaša z robom z glavno poslikavo tik pod robom; steblo in noga sta izgubljena
- Sianska čaša, podobna komasti, a z nekoliko daljšim steblom in pobarvana na notranji strani
- Čaša z veselo mislijo z izrazitimi perutničastimi ročaji
- Za primerjavo kantar s črno glazuro z beocijskim napisom (Thespiae), 450–425 pr. n. št.

## Dekoracija
Potem ko je bil kiliks oblikovan, je obrtnik upodobil dogodek iz grške mitologije ali vsakdanjega življenja z razredčeno glazuro  na zunanji površini oblike.
Notranji del posode za pitje je pogosto prikazoval podobo plesa ali prazničnega pitja.  Obrtniki so zaradi pomanjkanja navpične in vodoravne površine morali imeti enkratno sposobnost za sestavo, da so to dosegli. Onezim, Makron in Duris so bili zelo znani slikarji uprizarjanja na čašah. 

## Znameniti kiliksi
Nekateri znameniti kiliksi so:
- Arkezilajeva čaša, zelo nenavadna, saj kaže resnično politično osebnost, Arkezilaja II., kralja Kirene (550 pred našim štetjem). Datirana je okoli 565/560 pr. n. št. in je zdaj v Parizu;
- Dionizova čaša slovi po svoji poslikavi, 540–530 pr. n. št. Je ena od mojstrovin atiškega lončarstva Eksekijeve črne figure in eno izmed najpomembnejših del v Staatliche Antikensammlungen v Münchnu; [8]
- Berlinska livarska čaša, kiliks z rdečo figuro iz zgodnjega 5. stoletja pr. n. št. Je z Atike, naslikal jo je slikar, znan kot livarski slikar. Njegova najpresenetljivejša značilnost je zunanja upodobitev dejavnosti v atenski bronastodobni delavnici ali livarni, kar je pomemben vir za grško tehnologijo predelave kovine;
- Brigosova čaša iz Würzburga, atiški rdečefigurni kiliks iz okoli 480 pr. n. št. Naredil jo je lončar iz Brigosa in poslikal slikar, znan kot  slikar iz Brigosa. Njegovi prizori simpozija so med najbolj znanimi slikami grškega lončarstva.